# تکاماه (نبراسکا)
تکاماه(به انگلیسی: Tekamah) شهری در ایالت نبراسکا کشور ایالات متحده آمریکا است که جمعیت آن در سرشماری سال ۲۰۱۰ میلادی، ۱٬۷۳۶ نفر بوده‌است.